# Willi Seifert
Willi Seifert (* 1. Oktober 1915 in Plauen; † 30. Januar 1986) war ein deutscher Kommunist und Widerstandskämpfer. Er war Generalleutnant und langjähriger stellvertretender Minister des Innern (MdI) der DDR.

## Leben
Seifert war der jüngste Sohn eines Bauarbeiters, der KPD-Mitglied war. Mit zwölf Jahren begann er für die KPD zu arbeiteten. Er verteilte Flugblätter, kassierte Solidaritätsgroschen und nahm an den Aufmärschen und Kundgebungen teil. Als Schüler trat er dem Jung-Spartakusbund bei und hatte Begegnungen mit den führenden KPD-Funktionären Wenzel Verner und Ernst Schneller. Nach dem Besuch der Volksschule erlernte er von 1929 bis 1932 den Beruf des Maurers. Im Alter von 15 Jahren wurde er am 28. April 1931 Mitglied der Kommunistischen Partei Deutschlands (KPD) und arbeitete als KPD-Unterbezirkssekretär.
1934 wurde er verhaftet, weil er sich weiterhin für die inzwischen verbotene kommunistische Partei betätigte. Ein Gericht verurteilte ihn wegen Vorbereitung zum Hochverrat zu einer Zuchthausstrafe, die er von 1935 bis 1938 im Zuchthaus Waldheim zubrachte. Von Juli 1938 bis April 1945 war er als politischer Häftling im KZ Buchenwald inhaftiert. Dort musste er Zwangsarbeit in der Tischlerei, dem Baukommando Effektenkammer und ab 1941 als Kapo der Arbeitsstatistik leisten. Er gehörte dem Lagerwiderstand an.
Nach der Befreiung von der NS-Herrschaft 1945 wurde er Stadtkämmerer von Plauen. Am 3. Oktober 1945 – zwei Tage nach seinem 30. Geburtstag – wurde er im Range eines Ministerialrat stellvertretender Chef der sächsischen Polizei (Stellvertreter von Artur Hofmann) und zugleich Präsident des Landeskriminalamtes. Nach Bildung der Deutschen Verwaltung des Innern (DVdI) 1946 wurde er im Range eines Generalinspekteurs, neben Erich Mielke und Kurt Wagner,  Vizepräsident der DVdI. Seifert war für die Verwaltung, die Verkehrspolizei und die Feuerwehr zuständig. Nach Gründung der DDR und der Umwandlung der DVdI in das Ministerium des Innern (MdI) war er von Oktober 1949 bis 1956 Stellvertreter des Chefs der DVP. Von 1950 bis 1953 absolvierte er ein Fernstudium an der Parteihochschule Karl Marx mit dem Abschluss als Diplom-Gesellschaftswissenschaftler. Später belegte er einen Kurs an der Militärakademie „Friedrich Engels“.
Am 17. Juni 1953 leitete er mit dem Volkspolizei-Präsidenten von Berlin, Chefinspekteur Waldemar Schmidt, einen Führungsstab für die Polizeikräfte der Hauptverwaltung der Deutschen Volkspolizei (HVDVP) im Präsidium der DVP in Berlin-Mitte. Die Führung des Einsatzes verlief chaotisch, man war zwar auf Proteste in Berlin vorbereitet, hatte jedoch nicht mit so einem massiven Ausbruch der Unzufriedenheit in der Bevölkerung gerechnet.

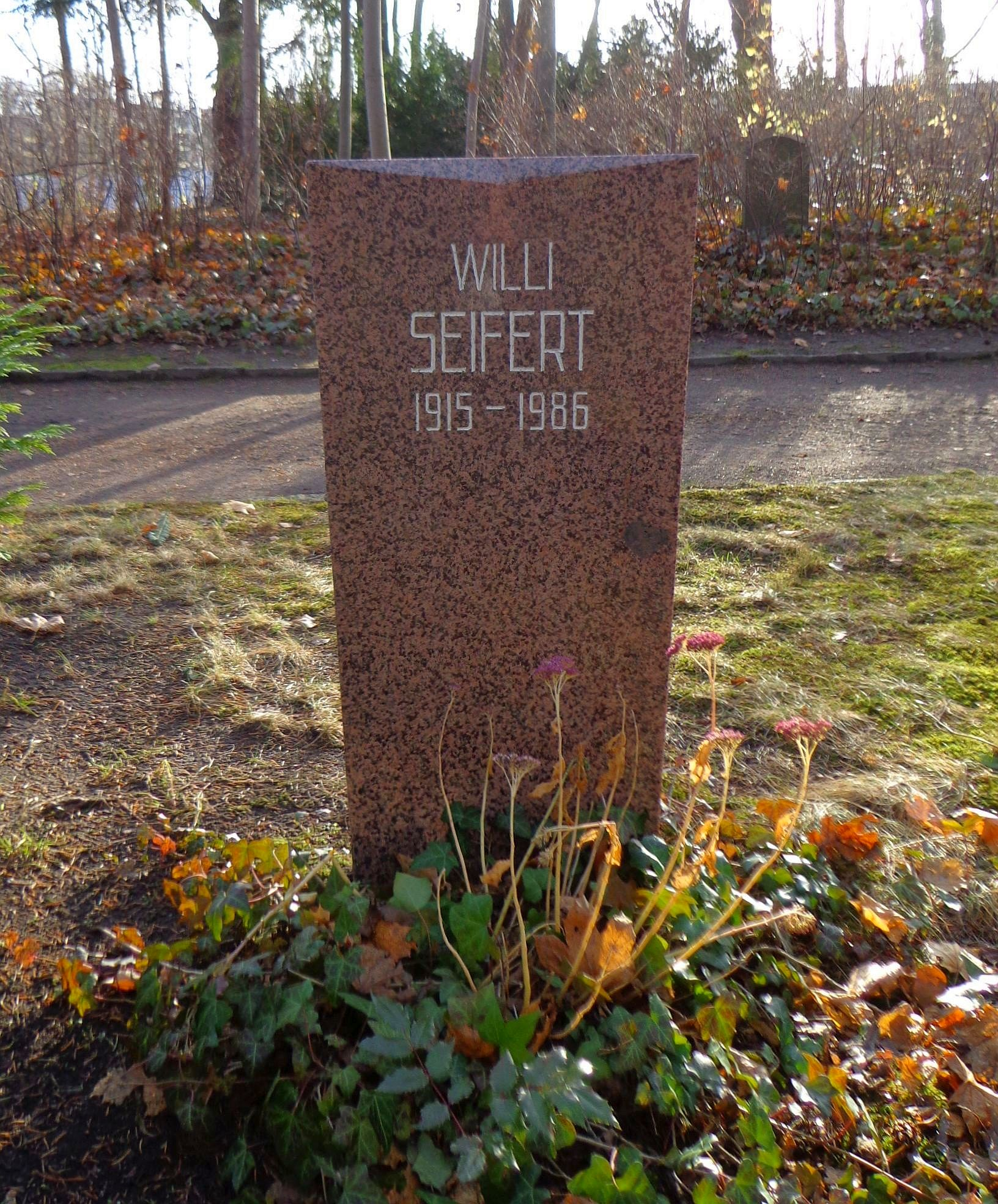
Grabstätte

Von 1957 bis März 1983 war er Stellvertreter des Ministers des Innern der DDR und Leiter der Hauptinspektion bzw. nach Umbenennung Bereitschaften/Kampfgruppen, zunächst im Rang eines Generalmajors. In dieser Funktion war er von 1957 bis 1964 für die bewaffneten Organe zuständig (Bereitschaftspolizei, Feuerwehr und Kampfgruppen), von 1964 bis 1968 Chef des Stabes (Nachfolger von Oberst der VP Horst Ende) und von 1968 bis März 1983 Leiter der Hauptinspektion. Im August 1961 war er als Mitglied des Stabs des Nationalen Verteidigungsrats der DDR operativ verantwortlich für den Bau der Berliner Mauer. 1962 erfolgte die Beförderung zum Generalleutnant.
Seiferts Urne wurde in der Grabanlage Pergolenweg des Berliner Zentralfriedhofs Friedrichsfelde beigesetzt.

## Auszeichnungen (Auswahl)
- 1958 Medaille für Kämpfer gegen den Faschismus 1933 bis 1945
- 1964 Vaterländischer Verdienstorden in Silber und 1974 in Gold
- 1965 und 1983 Orden Banner der Arbeit
- 1969 Scharnhorst-Orden
- 1975 Karl-Marx-Orden
- 1980 Ehrenspange zum Vaterländischen Verdienstorden in Gold
- 1985 Orden Stern der Völkerfreundschaft in Gold